# キャンプ・ハカタ
キャンプ・ハカタ（Camp Hakata）は、福岡県粕屋郡志賀島村（現在の福岡市東区西戸崎）に存在した在日米軍の兵舎・通信基地。同郡和白村雁の巣（現在の同区雁の巣）に存在したブレディ飛行場など、周辺の基地や施設を含めた名称としても用いられる。

## 施設
基地内には、司令部、兵舎、大食堂、物資販売部（BX、PX）、発電所、米兵の福利厚生施設などが存在した。
1953年に書かれた『基地日本』には当時のキャンプハカタの様子が「旧博多海軍航空隊はキャンプ・ハカタと呼ばれる大兵営となった」「この半島は夜を知らない。どんな渇水期も、昨年の電産ストの時でさえも、暗い停電の福岡市から見ると灯りが点々と湾上に見える。この半島は外国である」と書かれている。

## 呼称
アメリカ海軍の信号監視および暗号諜報部隊であるStation HYPO（アメリカ太平洋艦隊通信情報局）によれば、時期及び地域によって
- Hakata Air Station（博多飛行場）Hakata Air Station時期の司令部

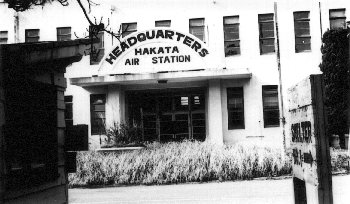
Hakata Air Station時期の司令部

- Camp Hakata（キャンプ・ハカタ）
- Brady Air Field（ブレディ飛行場）
- Brady Air Base（ブレディ航空基地）
- Brady Auxiliary Air Field（板付飛行場の一部としてのブレディ補助飛行場）
- Hakata Administration Annex（博多管理別館）

などの名称で呼ばれていた。
Hakata Administration Annexと呼ばれている時期でも、キャンプ・ハカタという呼称は使われていた。また、当時の米兵が過去を振り返る時、時期や地域を超えて「キャンプ・ハカタ」として総称する場合がある。

## 歴史

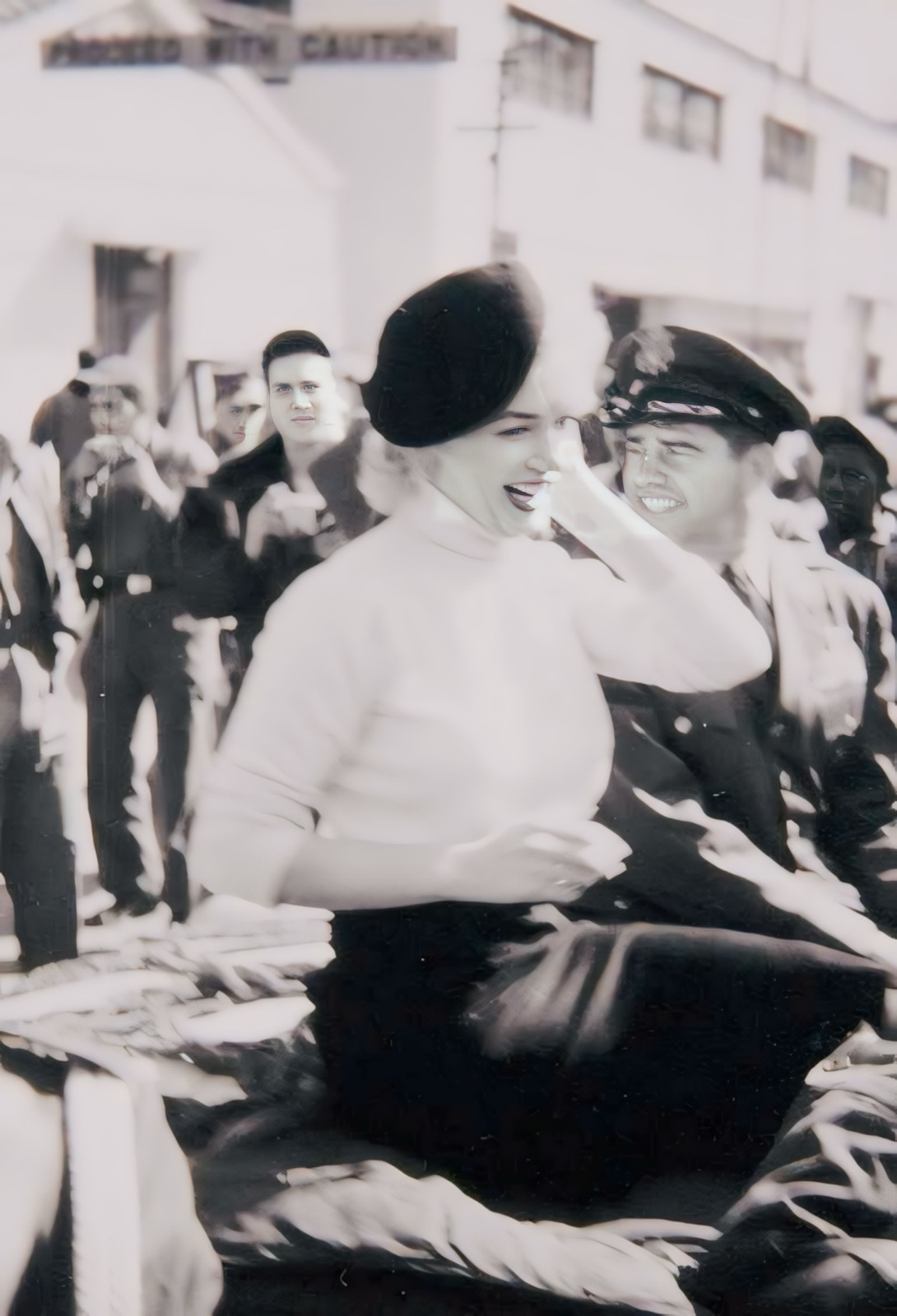
1954年2月9日 マリリンモンローが米軍の慰問に訪れた

- 1940年（昭和15年）西戸崎に水上機の練習航空隊が設置され、博多海軍航空隊と呼ばれる[8]
- 1945年（昭和20年）10月5日、博多海軍航空隊跡を米軍が接収、駐留[8]。雁ノ巣がブレディ飛行場となる[9]（陸軍管轄）
- 1948年（昭和23年）ASA（陸軍セキュリティ局）第126警備中隊が西戸崎に短波方向探知機（HF/DF）システムを設置[10]。
- 1954年（昭和29年）2月 マリリン・モンロー来訪[11]
- 1956年（昭和31年）7月1日。ブレディ飛行場の管轄が陸軍から空軍になる。それに伴い基地の機能がキャンプ・ハカタからブレディ飛行場となる[12]。
- 1958年（昭和33年）ブレディ飛行場が、ブレディ航空基地として運用される[5]。米空軍の6918th RSM (Radio Squadron Mobile) が入り、何度かの名称の変更ののちに最終的に第6918 警備中隊となる[13]。
- 1961年（昭和36年）ブレディ航空基地が、ブレディ補助飛行場として運用され、板付飛行場（現在の福岡空港）の一部としての位置づけとなる[5]。
- 1962年（昭和37年）1月1日。ブレディ補助飛行場は博多管理別館（Hakata Administration Annex）と改称された[5]。
- 1972年（昭和47年）米軍の撤収。
- 1977年（昭和52年）3月10日に返還、跡地に海の中道海浜公園が整備された[2][14]。

## キャンプ・ハカタ・プロジェクト
2018年夏、西戸崎・志賀島地区の町おこしの一環として「西戸崎にアメリカの街を再び！」をテーマに志賀商工会が企画しているプロジェクト。海の中道海浜公園や地元の有志によってチームを結成。町おこしの活動が始まった。2019年10月、1966年ごろ駐屯していたアメリカ空軍6918部隊「Last Big One」に招待され、プロジェクトチームメンバー5名がフロリダ州のジャクソンビルに行く。
2023年2月28日 - レシピ本「HAKATA HIBACHI（ハカタ・ヒバチ）」を翻訳し、家庭料理を再現する取り組みを行う。

### ファンブック
2019年2月より、「僕の町にはアメリカがあった」SAITOZAKI FUN BOOKを発行　Vol.1 記憶の中の宝物（第１版5000部）、2023年3月にはVol.2も発行された。

### ウォール＆シャッターアートとオブジェ
西戸崎にかつてのアメリカンな街並みを再現する「SAITOZAKI アメリ化再現プロジェクト」において、2020年に第1弾として九州産業大学造形短期大学部の学生の協力のもとウォール＆シャッターアートが描かれた。2021年に第2弾としてJR西戸崎駅前にハリウッド風の立体文字オブジェを設置した。第3弾では志賀島エリアも加わり、プロのクリエイターによるシャッターアートが制作された。第4弾では大岳地区にも進出し、新たなシャッターアートが制作された。第5弾では一日で絵を完成させるライブパフォーマンスが行われた。
西戸崎駅から西戸崎商店街までの通りを「マリリン・ストリート」としている。

## ギャラリー

西戸崎のシャッターアートが施された街並み
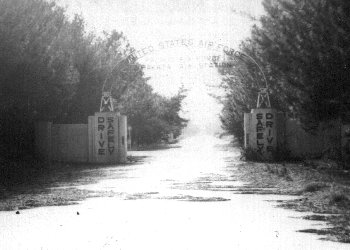
正門 （閉鎖後）
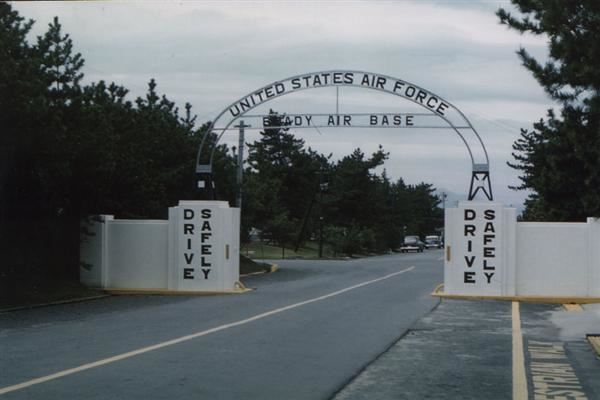
Brady Air Base 正門
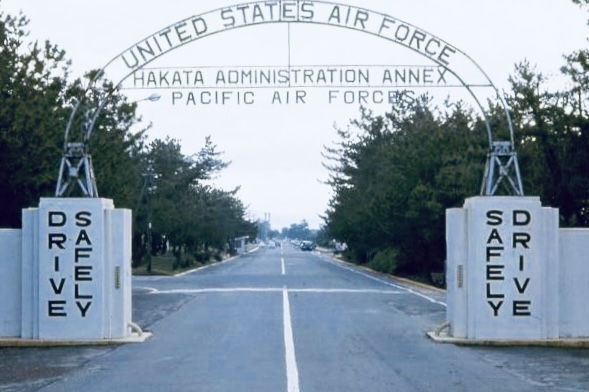
Hakata Administration Annex 正門